# Прапор Венесуели
Понад 300 років Венесуела перебувала під іспанським пануванням (незалежність — від 1830). В 1797 році відбувся антиіспанський заколот прихильників незалежності на чолі з Мануелем Гуалем і Хосе-Марія Еспаньєм під прапором з білої, синьої, червоної і жовтої горизонтальних смуг, що символізували білих, негрів, мулатів та індіанців. Хоча прихильники незалежності зазнали невдачі, кольори прапора (за винятком білої смуги) використовувалися і в майбутньому в прапорах визвольного руху.
Творцем прапора, на основі якого надалі виникли прапори трьох держав — Венесуели, Колумбії і Еквадору, був видатний керівник південноамериканського визвольного руху Франсіско Міранда. Цей прапор з жовтої, синьої та червоної горизонтальних смуг уперше було піднято в 1806 році на кораблі «Леандр», на якому група добровольців на чолі з Мірандою вирушила з Нью-Йорка в Південну Америку. Жовта смуга символізувала багатий золотом та іншими корисними копалинами американський континент, червона — криваве панування Іспанії, синя — розділяючий їх Атлантичний океан. Це означало, що золота, багата та успішна Латинська Америка буде вільна і відділена від кривавої Іспанії океаном. Під цим прапором була зроблена спроба проголошення незалежності в 1810 році, проголошені перша і друга Венесуельські республіки в 1811–1812 і 1813–1814 роках. Під цим же прапором армія Симона Болівара в 1816–1822 рр. звільнила Венесуелу від іспанців, і вона остаточно здобула незалежність.
З 1817 року на синій смузі прапора з'являються 7 (в даний час — 8) зірок, які символізують 7 історичних провінцій країни: Каракас, Баринас, Барселона, Кумана, Маргарита, Мерида і Трухільйо. Розташування і кількість зірок було різним у різні періоди, але до початку XX століття вони найчастіше розташовувалися по колу з однією зіркою в центрі. Восьма зірка була введена в 2006 році з ініціативи президента Уго Чавеса і названа «Зіркою Болівара» на честь Симона Болівара. Крім того, восьма зірка символізує спірні території Гаяна-Ессекібо.

## Історичні прапори

16 квітня 1836 — лютий 1859
лютий 1859 — червень 1859
червень 1859 — 29 липня 1863
29 липня 1863 — 28 березня 1905
28 березня 1905 — 15 вересня 1930
15 вересня 1930 — 07 березня 2006